# Adolf Wallenberg
Adolf Wallenberg (ur. 10 listopada 1862 w Starogardzie Gdańskim, zm. 10 kwietnia 1949 w Manteno) – niemiecki lekarz neurolog i neuroanatom.

## Życiorys
Studiował na Uniwersytecie w Heidelbergu i w Lipsku, tytuł doktora medycyny otrzymał w 1886. Od 1886 do 1888 był asystentem w Szpitalu Miejskim w Gdańsku. Od 1907 do 1928 był ordynatorem oddziału internistycznego w tym szpitalu, w 1910 roku został profesorem tytularnym.
Z jego nazwiskiem wiąże się eponim zespołu Wallenberga, będącego jednym z najważniejszych tzw. zespołów naprzemiennych.
Żonaty z Helene Levitus. Ich córką była Marianne Wallenberg-Chermak (1906-), również lekarka.